# Championnat du monde féminin de handball 1999
Navigation
Allemagne 1997 Italie 2001
Le Championnat du monde féminin de handball 1999 a eu lieu du 29 novembre au 12 décembre 1999, en Norvège et au Danemark. C'était la 14e édition de cette épreuve. 
La Norvège y remporte son premier titre de champion du monde en battant en finale la France dont c'est la première finale et qui a battu en quart de finale le Danemark, champion du monde en titre. L'Autriche, menée par Ausra Fridrikas élue meilleure joueuse, complète le podium aux dépense de la Roumanie.

## Qualifications
- Pays hôte (1) :  Norvège
- Championnat du monde 1997 (1) :  Danemark (vainqueur)
- Championnat d'Europe 1998 (4) :  Hongrie (3e),  Autriche (4e),  Pologne (5e),  Allemagne (6e)[2]
- Qualifications zone Europe (7 groupes de 3 équipes) :  Russie,  Macédoine,  Pays-Bas,  Rép. tchèque,  Biélorussie,  France,  Roumanie
- Jeux asiatiques (3) :  Corée du Sud,  Corée du Nord,  Japon,  Chine,
- Championnat d'Afrique 1998 (3) :  Angola (vainqueur),  Côte d'Ivoire (2e),  Congo (3e),
- Championnat panaméricain 1999 (3) :  Brésil (vainqueur),  Cuba (2e),  Argentine (3e)
- Océanie (1) :  Australie
- Wild-card (1) :  Ukraine, en remplacement de la Corée du Nord en tant que 7e du Championnat d'Europe 1998

## Tour préliminaire
Les quatre premiers de chaque groupe se qualifient pour les huitièmes de finale.

### Groupe A
|   | Équipe       | Pts | J | G | N | P | Bp  | Bc  | Diff | Dép |
| - | ------------ | --- | - | - | - | - | --- | --- | ---- | --- |
| 1 | Pays-Bas     | 8   | 5 | 4 | 0 | 1 | 124 | 101 | 23   | +6  |
| 2 | Norvège      | 8   | 5 | 4 | 0 | 1 | 137 | 88  | 49   | -6  |
| 3 | Pologne      | 7   | 5 | 3 | 1 | 1 | 126 | 114 | 12   | -   |
| 4 | Biélorussie  | 2   | 5 | 2 | 1 | 2 | 127 | 123 | 4    | -   |
| 5 | Rép. tchèque | 2   | 5 | 1 | 0 | 4 | 124 | 121 | 3    | -   |
| 6 | Australie    | 0   | 5 | 0 | 0 | 5 | 75  | 166 | -91  | -   |

### Groupe B
|   | Équipe        | Pts | J | G | N | P | Bp  | Bc  | Diff |
| - | ------------- | --- | - | - | - | - | --- | --- | ---- |
| 1 | Autriche      | 8   | 5 | 4 | 0 | 1 | 144 | 125 | 19   |
| 2 | France        | 8   | 5 | 4 | 0 | 1 | 124 | 98  | 26   |
| 3 | Ukraine       | 6   | 5 | 3 | 0 | 2 | 138 | 109 | 29   |
| 4 | Roumanie      | 6   | 5 | 3 | 0 | 2 | 146 | 110 | 36   |
| 5 | Côte d'Ivoire | 2   | 5 | 1 | 0 | 4 | 110 | 142 | -32  |
| 6 | Cuba          | 0   | 5 | 0 | 0 | 5 | 103 | 181 | -78  |

### Groupe C
|   | Équipe    | Pts | J | G | N | P | Bp  | Bc  | Diff |
| - | --------- | --- | - | - | - | - | --- | --- | ---- |
| 1 | Danemark  | 10  | 5 | 5 | 0 | 0 | 159 | 84  | 75   |
| 2 | Allemagne | 7   | 5 | 3 | 1 | 1 | 137 | 100 | 37   |
| 3 | Macédoine | 6   | 5 | 3 | 0 | 2 | 136 | 107 | 29   |
| 4 | Angola    | 4   | 5 | 1 | 2 | 2 | 113 | 120 | -7   |
| 5 | Japon     | 3   | 5 | 1 | 1 | 3 | 118 | 124 | -6   |
| 6 | Argentine | 0   | 5 | 0 | 0 | 5 | 52  | 180 | -128 |

### Groupe D
|   | Équipe       | Pts | J | G | N | P | Bp  | Bc  | Diff |
| - | ------------ | --- | - | - | - | - | --- | --- | ---- |
| 1 | Hongrie      | 10  | 5 | 5 | 0 | 0 | 162 | 109 | 53   |
| 2 | Corée du Sud | 8   | 5 | 4 | 0 | 1 | 151 | 115 | 36   |
| 3 | Russie       | 6   | 5 | 3 | 0 | 2 | 159 | 122 | 37   |
| 4 | Brésil       | 3   | 5 | 1 | 1 | 3 | 104 | 123 | -19  |
| 5 | Chine        | 3   | 5 | 1 | 1 | 3 | 120 | 140 | -20  |
| 6 | Congo        | 0   | 5 | 0 | 0 | 5 | 91  | 178 | -87  |

## Phase finale
|  | Huitièmes de finale | Huitièmes de finale |          |                        | Quarts de finale       | Quarts de finale |    |  | Demi-finales | Demi-finales |  |  | Finale      | Finale      |
|  | Huitièmes de finale | Huitièmes de finale |          |                        | Quarts de finale       | Quarts de finale |    |  | Demi-finales | Demi-finales |  |  | Finale      | Finale      |
|  |                     |                     |          |                        |                        |                  |    |  |              |              |  |  |             |             |
|  | 7 décembre          | 7 décembre          |          |                        | 9 décembre             | 9 décembre       |    |  | 11 décembre  | 11 décembre  |  |  | 12 décembre | 12 décembre |
|  | 7 décembre          | 7 décembre          |          |                        | 9 décembre             | 9 décembre       |    |  | 11 décembre  | 11 décembre  |  |  | 12 décembre | 12 décembre |
|  | Ukraine             | 19                  |          |                        | 9 décembre             | 9 décembre       |    |  | 11 décembre  | 11 décembre  |  |  | 12 décembre | 12 décembre |
|  | Ukraine             | 19                  |          |                        | 9 décembre             | 9 décembre       |    |  | 11 décembre  | 11 décembre  |  |  | 12 décembre | 12 décembre |
|  | Norvège             | 24                  |          |                        | 9 décembre             | 9 décembre       |    |  | 11 décembre  | 11 décembre  |  |  | 12 décembre | 12 décembre |
|  | Norvège             | 24                  | Norvège  | 24                     |                        |                  |    |  | 11 décembre  | 11 décembre  |  |  | 12 décembre | 12 décembre |
|  | 7 décembre          |                     | Norvège  | 24                     |                        |                  |    |  | 11 décembre  | 11 décembre  |  |  | 12 décembre | 12 décembre |
|  |                     | Hongrie             | 21       |                        |                        |                  |    |  | 11 décembre  | 11 décembre  |  |  | 12 décembre | 12 décembre |
|  | Hongrie             | Hongrie             | 21       | 38                     |                        |                  |    |  | 11 décembre  | 11 décembre  |  |  | 12 décembre | 12 décembre |
|  | Hongrie             | 9 décembre          |          | 38                     |                        |                  |    |  | 11 décembre  | 11 décembre  |  |  | 12 décembre | 12 décembre |
|  | Angola              | 18                  |          |                        |                        |                  |    |  | 11 décembre  | 11 décembre  |  |  | 12 décembre | 12 décembre |
|  | Angola              | 18                  | Norvège  | 31                     |                        |                  |    |  |              |              |  |  | 12 décembre | 12 décembre |
|  | 7 décembre          |                     | Norvège  | 31                     |                        |                  |    |  |              |              |  |  | 12 décembre | 12 décembre |
|  |                     | Autriche            | 18       |                        |                        |                  |    |  |              |              |  |  | 12 décembre | 12 décembre |
|  | Autriche            | Autriche            | 18       | 28                     |                        |                  |    |  |              |              |  |  | 12 décembre | 12 décembre |
|  | Autriche            | 11 décembre         |          | 28                     |                        |                  |    |  |              |              |  |  | 12 décembre | 12 décembre |
|  | Biélorussie         | 17                  |          |                        |                        |                  |    |  |              |              |  |  | 12 décembre | 12 décembre |
|  | Biélorussie         | 17                  | Autriche | 24                     |                        |                  |    |  |              |              |  |  | 12 décembre | 12 décembre |
|  | 7 décembre          |                     | Autriche | 24                     |                        |                  |    |  |              |              |  |  | 12 décembre | 12 décembre |
|  |                     | Allemagne           | 13       |                        |                        |                  |    |  |              |              |  |  | 12 décembre | 12 décembre |
|  | Russie              | Allemagne           | 13       | 19                     |                        |                  |    |  |              |              |  |  | 12 décembre | 12 décembre |
|  | Russie              | 9 décembre          |          | 19                     |                        |                  |    |  |              |              |  |  | 12 décembre | 12 décembre |
|  | Allemagne           | 22                  |          |                        |                        |                  |    |  |              |              |  |  | 12 décembre | 12 décembre |
|  | Allemagne           | 22                  | Norvège  | 24a2p                  |                        |                  |    |  |              |              |  |  |             |             |
|  | 7 décembre          |                     | Norvège  | 24a2p                  |                        |                  |    |  |              |              |  |  |             |             |
|  |                     | France              | 22       |                        |                        |                  |    |  |              |              |  |  |             |             |
|  | Pologne             | France              | 22       | 21                     |                        |                  |    |  |              |              |  |  |             |             |
|  | Pologne             |                     |          | 21                     |                        |                  |    |  |              |              |  |  |             |             |
|  | France              | 28                  |          |                        |                        |                  |    |  |              |              |  |  |             |             |
|  | France              | 28                  | France   | 19ap                   |                        |                  |    |  |              |              |  |  |             |             |
|  | 7 décembre          |                     | France   | 19ap                   |                        |                  |    |  |              |              |  |  |             |             |
|  |                     | Danemark            | 17       |                        |                        |                  |    |  |              |              |  |  |             |             |
|  | Danemark            | Danemark            | 17       | 30                     |                        |                  |    |  |              |              |  |  |             |             |
|  | Danemark            | 9 décembre          |          | 30                     |                        |                  |    |  |              |              |  |  |             |             |
|  | Brésil              | 23                  |          |                        |                        |                  |    |  |              |              |  |  |             |             |
|  | Brésil              | 23                  | France   | 18                     |                        |                  |    |  |              |              |  |  |             |             |
|  | 7 décembre          |                     | France   | 18                     |                        |                  |    |  |              |              |  |  |             |             |
|  |                     | Roumanie            | 17       |                        |                        |                  |    |  |              |              |  |  |             |             |
|  | Pays-Bas            | Roumanie            | 17       | 16                     |                        |                  |    |  |              |              |  |  |             |             |
|  | Pays-Bas            |                     |          | 16                     |                        |                  |    |  |              |              |  |  |             |             |
|  | Roumanie            | 26                  |          | Match pour la 3e place | Match pour la 3e place |                  |    |  |              |              |  |  |             |             |
|  | Roumanie            | 26                  | Roumanie | Match pour la 3e place | Match pour la 3e place | 33               |    |  |              |              |  |  |             |             |
|  | 7 décembre          | 7 décembre          | Roumanie | 12 décembre            | 12 décembre            | 33               |    |  |              |              |  |  |             |             |
|  | 7 décembre          | 7 décembre          |          | 12 décembre            | 12 décembre            | Macédoine        | 21 |  |              |              |  |  |             |             |
|  | Macédoine           | 28                  | Autriche | 31ap                   |                        | Macédoine        | 21 |  |              |              |  |  |             |             |
|  | Macédoine           | 28                  | Autriche | 31ap                   |                        |                  |    |  |              |              |  |  |             |             |
|  | Corée du Sud        | 27                  |          | Roumanie               | 28                     |                  |    |  |              |              |  |  |             |             |
|  | Corée du Sud        | 27                  |          | Roumanie               | 28                     |                  |    |  |              |              |  |  |             |             |

### Huitièmes de finale
| 7 décembre 1999 12h30 | Pays-Bas | 16-26 | Roumanie | Gjøvik, Norvège Affluence : 180 Arbitrage : Vakula, Liudovyk |
| 7 décembre 1999 12h30 | (3 - 9)  |       |          | Gjøvik, Norvège Affluence : 180 Arbitrage : Vakula, Liudovyk |

| 7 décembre 1999 15h00 | Autriche  | 28 - 27 | Biélorussie | Bergen, Norvège Affluence : 1 752 Arbitrage : Kohout, Dolejs |
| 7 décembre 1999 15h00 | (15 - 17) |         |             | Bergen, Norvège Affluence : 1 752 Arbitrage : Kohout, Dolejs |

| 7 décembre 1999 15h00 | Hongrie  | 38-18 | Angola | Gjøvik, Norvège Affluence : 350 Arbitrage : Chung, Lim |
| 7 décembre 1999 15h00 | (16 - 9) |       |        | Gjøvik, Norvège Affluence : 350 Arbitrage : Chung, Lim |

| 7 décembre 1999 16h30 | Macédoine | 28 – 27 | Corée du Sud | Trondheim, Norvège Affluence : 2 040 Arbitrage : Klucso, Lekrinszki |
| 7 décembre 1999 16h30 | (15 - 12) |         |              | Trondheim, Norvège Affluence : 2 040 Arbitrage : Klucso, Lekrinszki |

| 7 décembre 1999 17h30 | Pologne  | 21 - 28 | France | Bergen, Norvège Affluence : 1 762 Arbitrage : Forbord, Jorstad |
| 7 décembre 1999 17h30 | (9 - 14) |         |        | Bergen, Norvège Affluence : 1 762 Arbitrage : Forbord, Jorstad |

| 7 décembre 1999 17h30 | Russie  | 19 - 22 | Allemagne | Gjøvik, Norvège Affluence : 431 Arbitrage : Kalin, Korič |
| 7 décembre 1999 17h30 | (7 - 8) |         |           | Gjøvik, Norvège Affluence : 431 Arbitrage : Kalin, Korič |

| 7 décembre 1999 19h00 | Ukraine   | 19 - 24 | Norvège | Trondheim, Norvège Affluence : 3 120 Arbitrage : Marić, Gardinovački |
| 7 décembre 1999 19h00 | (11 - 12) |         |         | Trondheim, Norvège Affluence : 3 120 Arbitrage : Marić, Gardinovački |

| 7 décembre 1999 20h40 | Danemark  | 30 - 23 | Brésil | Kolding, Danemark Affluence : 3 000 Arbitrage : Bord, Buy |
| 7 décembre 1999 20h40 | (15 - 14) |         |        | Kolding, Danemark Affluence : 3 000 Arbitrage : Bord, Buy |

### Quarts de finale
| 9 décembre 1999 15h30 | Roumanie | 33 - 21 | Macédoine | Hamar, Norvège Affluence : 100 Arbitrage : Forbord, Jorstad |
| 9 décembre 1999 15h30 | (21 - 9) |         |           | Hamar, Norvège Affluence : 100 Arbitrage : Forbord, Jorstad |

| 9 décembre 1999 18h00 | Allemagne | 13 - 24 | Autriche | Hamar, Norvège Affluence : 500 Arbitrage : Gallego, Lamas |
| 9 décembre 1999 18h00 | (3 - 15)  |         |          | Hamar, Norvège Affluence : 500 Arbitrage : Gallego, Lamas |

| 9 décembre 1999 19h00 | Norvège   | 24 - 21 | Hongrie | Trondheim, Norvège Affluence : 4 038 Arbitrage : Nachevski, Nachevski |
| 9 décembre 1999 19h00 | (15 - 11) |         |         | Trondheim, Norvège Affluence : 4 038 Arbitrage : Nachevski, Nachevski |

| 9 décembre 1999 20h40 | Danemark         | 17 - 19 (ap) | France | Hamar, Norvège Affluence : 1 000 Arbitrage : Kalin, Korič |
| 9 décembre 1999 20h40 | (7 - 9, 13 - 13) |              |        | Hamar, Norvège Affluence : 1 000 Arbitrage : Kalin, Korič |
| 9 décembre 1999 20h40 | Prol. : 4 -6     |              |        | Hamar, Norvège Affluence : 1 000 Arbitrage : Kalin, Korič |

### Demi-finales
| 11 décembre 1999 16h30 | Roumanie | 17 - 18 | France | Håkons Hall, Lillehammer, Norvège Affluence : 6 000 Arbitrage : Nachevski, Nachevski |
| 11 décembre 1999 16h30 | (8 - 9)  |         |        | Håkons Hall, Lillehammer, Norvège Affluence : 6 000 Arbitrage : Nachevski, Nachevski |

| 11 décembre 1999 19h00 | Autriche | 18 - 30 | Norvège | Håkons Hall, Lillehammer, Norvège Affluence : 8 200 Arbitrage : Kohout, Dolejs |
| 11 décembre 1999 19h00 | (6 - 12) |         |         | Håkons Hall, Lillehammer, Norvège Affluence : 8 200 Arbitrage : Kohout, Dolejs |

### Petite finale
| 12 décembre 1999 15h30 | Roumanie           | 28 - 31 (ap)   | Autriche | Håkons Hall, Lillehammer, Norvège Affluence : 7 900 Arbitrage : Branka Marić Zorica Gardinovački |
| 12 décembre 1999 15h30 | (14 - 14, 26 - 26) |                |          | Håkons Hall, Lillehammer, Norvège Affluence : 7 900 Arbitrage : Branka Marić Zorica Gardinovački |
| 12 décembre 1999 15h30 | Prol. : 2 - 5      |                |          | Håkons Hall, Lillehammer, Norvège Affluence : 7 900 Arbitrage : Branka Marić Zorica Gardinovački |
| 12 décembre 1999 15h30 | ×7                 | Frauenhandball | ×5       | Håkons Hall, Lillehammer, Norvège Affluence : 7 900 Arbitrage : Branka Marić Zorica Gardinovački |

| Roumanie                                        |                     |
| Gardiennes de but :                             |                     |
| Luminița Huțupan                                |                     |
| Ildiko Kerekes Barbu                            | (pour 1 jet de 7 m) |
| Joueuses de champ :                             |                     |
| Valentina Cozma                                 |                     |
| Mihaela Ignat                                   | 1                   |
| Carmen Amariei                                  | 9 (dont 2 pén.)     |
| Sanda Criste                                    |                     |
| Gabriela Tănase                                 | 1                   |
| Aurelia Stoica                                  | 2 (dont 1 pén.)     |
| Nicoleta Alina Dobrin                           | 8                   |
| Ramona Farcău                                   | 1                   |
| Cristina Vărzaru                                | 2                   |
| Steluța Luca                                    | 4 (dont 4 pén.)     |
| Entraîneurs : Bogdan Macovei et Gheorghe Tadici |                     |

| Roumanie | Statistiques   | Autriche |
| -------- | -------------- | -------- |
| 28       | Buts marqués   | 31       |
| ?        | % réussite     | ? %      |
| 7/12     | Jets de 7 m    | 5/7      |
| 14 min   | Suspensions    | 10 min   |
| 0        | Cartons rouges | 0        |
| ?        | Arrêts         | ?        |

| Autriche               |                      |
| Gardiennes de but :    |                      |
| Tatjana Dschandschgawa |                      |
| Natalia Rusnachenko    | (pour 9 jets de 7 m) |
| Joueuses de champ :    |                      |
| Sorina Teodorovic      | 3 (dont 2 pén.)      |
| Rima Sypkus            | 1                    |
| Stephanie Ofenböck     | 5                    |
| Svetlana Mugoša-Antić  | 2                    |
| Tanja Logvin           | 6                    |
| Ausra Fridrikas        | 8 (dont 2 pén.)      |
| Beatrice Wagner        |                      |
| Stanka Božović         | 2 (dont 1 pén.)      |
| Iris Morhammer         | 4                    |
| Barbara Strass         |                      |
| Entraîneur : ?         |                      |

### Finale
| 12 décembre 1999 18h00 | France               | 24 - 25 (ap)   | Norvège | Håkons Hall, Lillehammer, Norvège Affluence : 11 200 Arbitrage : Ramón Gallego Santos Víctor Pedro Lamas Pérez |
| 12 décembre 1999 18h00 | (10 - 8, 18 - 18)    |                |         | Håkons Hall, Lillehammer, Norvège Affluence : 11 200 Arbitrage : Ramón Gallego Santos Víctor Pedro Lamas Pérez |
| 12 décembre 1999 18h00 | Prol. : 3 - 3, 3 - 4 |                |         | Håkons Hall, Lillehammer, Norvège Affluence : 11 200 Arbitrage : Ramón Gallego Santos Víctor Pedro Lamas Pérez |
| 12 décembre 1999 18h00 | ×5 ×1                | Frauenhandball | ×4 ×1   | Håkons Hall, Lillehammer, Norvège Affluence : 11 200 Arbitrage : Ramón Gallego Santos Víctor Pedro Lamas Pérez |

| France                         |                           |                 |                         |
| Gardiennes de but :            |                           |                 |                         |
| 16                             | Valérie Nicolas           | ?               |                         |
| ?                              | Marie-Annick Dézert       | ?               |                         |
| Joueuses de champ :            |                           |                 |                         |
| 18                             | Véronique Démonière       |                 |                         |
| 2                              | Sonia Cendier             |                 | Suspension · Suspension |
| 4                              | Leila Duchemann           | 4 (dont 1 pén.) |                         |
| 5                              | Sandrine Mariot           | 3               | Suspension              |
| 7                              | Nodjalem Myaro            | 6 (dont 3 pen.) | Carton rouge            |
| 8                              | Véronique Pecqueux        | 3               | Suspension              |
| 9                              | Christelle Joseph-Mathieu |                 |                         |
| 13                             | Isabelle Wendling         | 2               |                         |
| 14                             | Chantal Maïo              |                 | Suspension              |
| ?                              | Nathalie Selambarom       | 4               |                         |
| 20                             | Laïsa Lerus               | 2               |                         |
| Entraîneur : Olivier Krumbholz |                           |                 |                         |

| France  | Statistiques   | Norvège |
| ------- | -------------- | ------- |
| 24 / 25 | Buts marqués   | 21 / 37 |
| 66 %    | % réussite     | 57 %    |
| 4/5     | Jets de 7 m    | 4/7     |
| 10 min  | Suspensions    | 8 min   |
| 1       | Cartons rouges | 1       |
| ?       | Arrêts         | ?       |

| Norvège                     |                           |                 |                                                     |
| Gardiennes de but :         |                           |                 |                                                     |
| ?                           | Heidi Tjugum              |                 |                                                     |
| 12                          | Cecilie Leganger          |                 |                                                     |
| Joueuses de champ :         |                           |                 |                                                     |
| ?                           | Tonje Larsen              |                 |                                                     |
| ?                           | Kjersti Grini             | 8 (dont 3 pén.) |                                                     |
| ?                           | Susann Goksør Bjerkrheim  | 3               |                                                     |
| ?                           | Else-Marthe Sørlie-Lybekk | 2               | Suspension · Suspension · Suspension · Carton rouge |
| ?                           | Mia Hundvin               | 5               |                                                     |
| ?                           | Mette Davidsen            |                 |                                                     |
| ?                           | Trine Haltvik             | 1 (dont 1 pen.) |                                                     |
| 11                          | Kristine Duvholt Havnås   | 4               |                                                     |
| ?                           | Birgitte Sættem           | 2               |                                                     |
| ?                           | Elisabeth Hilmo           |                 | Suspension                                          |
| Entraîneuse : Marit Breivik |                           |                 |                                                     |

### Matchs de classement

#### Demi-finales de classement
| 11 décembre 1999 11h30 | Hongrie   | 39 - 25 | Allemagne | Håkons Hall, Lillehammer, Norvège Affluence : 700 Arbitrage : Forbord, Jorstad |
| 11 décembre 1999 11h30 | (21 - 10) |         |           | Håkons Hall, Lillehammer, Norvège Affluence : 700 Arbitrage : Forbord, Jorstad |

| 11 décembre 1999 14h00 | Danemark  | 30 - 25 | Macédoine | Håkons Hall, Lillehammer, Norvège Affluence : 2 300 Arbitrage : Maric, Gardinovacki |
| 11 décembre 1999 14h00 | (16 - 13) |         |           | Håkons Hall, Lillehammer, Norvège Affluence : 2 300 Arbitrage : Maric, Gardinovacki |

#### Match pour la7eplace
| 12 décembre 1999 10h30 | Macédoine | 26 - 37 | Allemagne | Håkons Hall, Lillehammer, Norvège Affluence : 500 Arbitrage : Klucso, Lekrinszki |
| 12 décembre 1999 10h30 | (15 - 19) |         |           | Håkons Hall, Lillehammer, Norvège Affluence : 500 Arbitrage : Klucso, Lekrinszki |

#### Match pour la5eplace
| 12 décembre 1999 13h00 | Danemark  | 27 - 35 | Hongrie | Håkons Hall, Lillehammer, Norvège Affluence : 4 100 Arbitrage : Malik de Tchara, Al Lail |
| 12 décembre 1999 13h00 | (13 - 20) |         |         | Håkons Hall, Lillehammer, Norvège Affluence : 4 100 Arbitrage : Malik de Tchara, Al Lail |

## Classement final
| Rang                      | Équipe        | J | G | N | P | Bp  | Bc  | Diff |  |
| ------------------------- | ------------- | - | - | - | - | --- | --- | ---- |  |
| Médaille d'or, monde      | Norvège       | 9 | 8 | 0 | 1 | 240 | 170 | +70  |  |
| Médaille d'argent, monde  | France        | 9 | 7 | 0 | 2 | 213 | 178 | +35  |  |
| Médaille de bronze, monde | Autriche      | 9 | 7 | 0 | 2 | 245 | 223 | +22  |  |
| 4                         | Roumanie      | 9 | 5 | 0 | 4 | 250 | 196 | +54  |  |
|                           |               |   |   |   |   |     |     |      |  |
| 5                         | Hongrie       | 9 | 8 | 0 | 1 | 295 | 203 | +92  |  |
| 6                         | Danemark      | 9 | 7 | 0 | 2 | 263 | 186 | +77  |  |
| 7                         | Allemagne     | 9 | 5 | 1 | 3 | 234 | 208 | +26  |  |
| 8                         | Macédoine     | 9 | 4 | 0 | 5 | 236 | 234 | +2   |  |
|                           |               |   |   |   |   |     |     |      |  |
| 9                         | Corée du Sud  | 6 | 4 | 0 | 2 | 178 | 143 | +35  |  |
| 10                        | Pays-Bas      | 6 | 4 | 0 | 2 | 140 | 127 | +13  |  |
| 11                        | Pologne       | 6 | 3 | 1 | 2 | 147 | 142 | +5   |  |
| 12                        | Russie        | 6 | 3 | 0 | 3 | 178 | 144 | +34  |  |
| 13                        | Ukraine       | 6 | 3 | 0 | 3 | 157 | 133 | +24  |  |
| 14                        | Biélorussie   | 6 | 2 | 1 | 3 | 154 | 151 | +3   |  |
| 15                        | Angola        | 6 | 1 | 2 | 3 | 131 | 158 | –27  |  |
| 16                        | Brésil        | 6 | 1 | 1 | 4 | 127 | 153 | –26  |  |
|                           |               |   |   |   |   |     |     |      |  |
| 17                        | Japon         | 5 | 1 | 1 | 3 | 118 | 124 | –6   |  |
| 18                        | Chine         | 5 | 1 | 1 | 3 | 120 | 140 | –20  |  |
| 19                        | Rép. tchèque  | 5 | 1 | 0 | 4 | 124 | 122 | +2   |  |
| 20                        | Côte d'Ivoire | 5 | 1 | 0 | 4 | 110 | 142 | –32  |  |
| 21                        | Cuba          | 5 | 0 | 0 | 5 | 103 | 181 | –78  |  |
| 22                        | Congo         | 5 | 0 | 0 | 5 | 91  | 178 | –87  |  |
| 23                        | Australie     | 5 | 0 | 0 | 5 | 76  | 166 | –90  |  |
| 24                        | Argentine     | 5 | 0 | 0 | 5 | 52  | 180 | –128 |  |

Les cinq premières équipes sont qualifiées pour les Jeux olympiques de Sydney en 2000 : la Norvège, championne du monde, et la France, finaliste, sont ainsi accompagnés de l'Autriche, de la Roumanie et de la Hongrie.

## Statistiques et récompenses

### Équipe-type
L'équipe-type du tournoi est composée des joueuses suivantes, :
- meilleure joueuse : Ausra Fridrikas  Autriche
- meilleure gardienne : Cecilie Leganger  Norvège
- meilleure ailière gauche : Dóra Lőwy (en)  Hongrie
- meilleure arrière gauche : Ausra Fridrikas  Autriche
- meilleure demi-centre : Nodjialem Myaro  France
- meilleure pivot : Tonje Kjærgaard  Danemark
- meilleure arrière droite : Indira Kastratović (en)  Macédoine
- meilleure ailière droite : Kristine Duvholt  Norvège

### Statistiques individuelles
| Rang | Joueuse                 | Équipe      | Buts | dont 7m |
| ---- | ----------------------- | ----------- | ---- | ------- |
| 1    | Grit Jurack             | Allemagne   | 67   | 19      |
| 1    | Carmen Amariei          | Roumanie    | 67   | 18      |
| 3    | Ausra Fridrikas         | Autriche    | 66   | 13      |
| 4    | Indira Kastratović (en) | Macédoine   | 62   | 12      |
| 5    | Kjersti Grini           | Norvège     | 59   | 28      |
| 6    | Tanja Logvin            | Autriche    | 49   | 6       |
| 7    | Svetlana Minevskaïa     | Biélorussie | 46   | 20      |
| 8    | Rita Deli               | Hongrie     | 45   | 25      |
| 9    | Mariana Abramova        | Macédoine   | 40   | 11      |
| 9    | Steluța Luca (en)       | Roumanie    | 40   | 11      |

| Rang | Joueuse                | Équipe   | % arrêts |
| ---- | ---------------------- | -------- | -------- |
| 1    | Cecilie Leganger       | Norvège  | 49 %     |
| 2    | Heidi Tjugum           | Norvège  | 43 %     |
| 3    | Gitte Sunesen          | Danemark | 47 %     |
| 4    | Luminița Dinu-Huțupan  | Roumanie | 46 %     |
| 5    | Valérie Nicolas        | France   | 44 %     |
| 6    | Jokelyn Tienstra (en)  | Pays-Bas | 43 %     |
| 7    | Andrea Farkas          | Hongrie  | 41 %     |
| 8    | Tatjana Dschandschgawa | Autriche | 40 %     |

## Effectif des équipes sur le podium
Les effectifs des trois équipes sur le podium sont, :

### Champion du monde:Norvège
- Cecilie Leganger
- Heidi Tjugum
- Susann Goksør Bjerkrheim
- Else-Marthe Sørlie-Lybekk
- Kjersti Grini
- Trine Haltvik
- Tonje Larsen
- Elisabeth Hilmo
- Kristine Duvholt
- Mette Davidsen
- Jeanette Nilsen
- Ann Cathrin Eriksen
- Mia Hundvin
- Sahra Hausmann
- Birgitte Sættem
- Marianne Rokne

Entraineur :  Marit Breivik

### Vice-champion du monde:France
- Stéphanie Cano
- Sonia Cendier
- Véronique Démonière
- Marie-Annick Dézert
- Leila Lejeune-Duchemann
- Alexandra Hector
- Christelle Joseph-Mathieu
- Laïsa Lerus
- Stéphanie Ludwig
- Chantal Maïo
- Sandrine Mariot-Delerce
- Nodjialem Myaro
- Valérie Nicolas
- Véronique Pecqueux-Rolland
- Nathalie Selambarom
- Isabelle Wendling

Entraineur :  Olivier Krumbholz

### Troisième place:Autriche
- Stanka Božović
- Renata Cieloch
- Tatjana Dschandschgawa
- Birgit Engl
- Ausra Fridrikas
- Tatjana Logwin
- Doris Meltzer
- Iris Morhammer
- Svetlana Mugoša-Antić
- Stephanie Ofenboeck
- Natalia Rusnachenko
- Barbara Strass
- Ruth Swoboda
- Rima Sypkus
- Sorina Teodorovic
- Beatrice Wagner

Entraineur : ?